# Płonna, Podkarpackie Voivodeship
Płonna [ˈpwɔnːa] (tiếng Ukraina: Полонна, Polonna), còn được gọi là Plone năm 1433, de Plona năm 1437, biệt thự Plona năm 1451, Plonna năm 1508, Płonna năm 1699, làng ở miền đông Lesser Poland trong những dãy núi Beskid Lesser, xã nông thôn Bukowsko, nằm gần các thị trấn Medzilaborce và Palota (ở đông bắc Slovakia).
Płonna nằm cách khoảng 10 mi (16 km) từ Sanok ở phía đông nam Ba Lan. Nó nằm dưới lưu vực chính dưới chân núi Słonne và có độ cao 340 m (1.115 ft). Từ năm 1999, nó nằm trong Subcarpathian Voivodship (tỉnh); trước đây ngôi làng nằm ở Krosno Voivodship (1975-1998) và quận Sanok, (10 mi (16 km)về phía đông Sanok), giáo xứ Bukowsko.

## Lịch sử

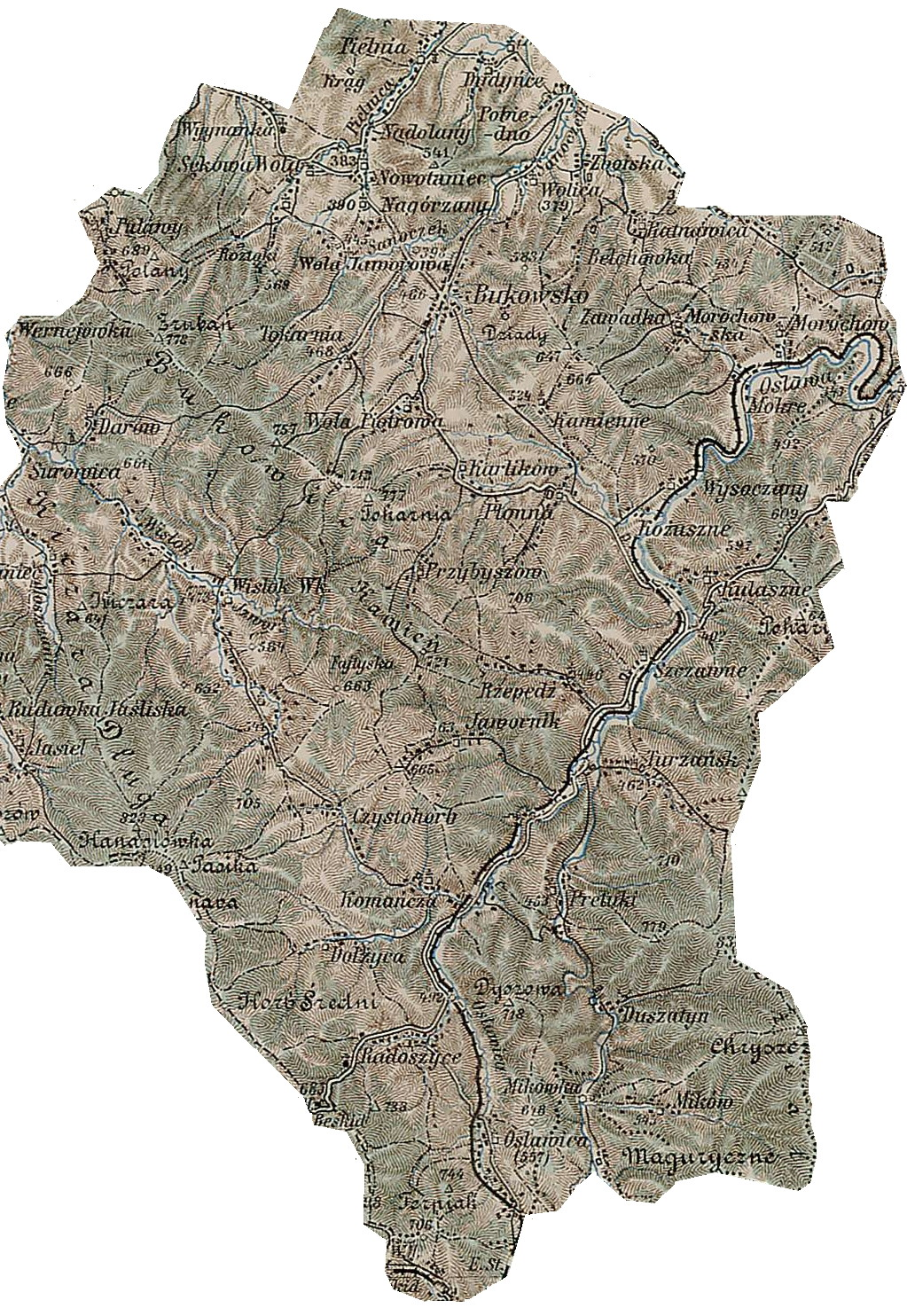
Gerichts-Bezirk (xã nông thôn Bukowsko) Bukowsko năm 1918. Bản đồ năm 1898 hiển thị vị trí của Płonna (nhấp vào đó để phóng to).

Płonna được thành lập vào năm 1433 bởi Bal. Trong thời gian 966 -1018, 1340 -1772 (Ruthenian Voivodeship) và trong thời gian 1918-1939, Płonna là một phần của Ba Lan. Trong năm 1772-1918, nó thuộc về đế chế Áo, và sau đó là đế chế Áo-Hung khi chế độ quân chủ kép được áp dụng ở Áo. Năm 1785, khuôn viên ngôi làng rộng 18,93 km2. Trước chiến tranh thế giới thứ hai, ngôi làng đã bị chiếm đóng bởi đa số người Công giáo Hy Lạp Lemko và một số gia đình Do Thái. Vào mùa xuân năm 1946, ngôi làng đã bị Quân đội Cộng sản Ba Lan đốt cháy cho chính phủ Ba Lan (PKWN), và tất cả dân làng mà Quân đội Ba Lan có thể tìm ra đều bị trục xuất. Năm 1947, trong thời gian Akcja Wisla (Chiến dịch Vistula), những người còn lại của Lemkos mà trước đây không bị gửi đến Liên Xô Ukraine cuối cùng đã bị bắt và trục xuất đến các lãnh thổ Đức trước đây mà Ba Lan đã giành được như một điều khoản của Hội nghị Yalta. Những mảnh đất của họ được nối lại để tạo thành một trang trại tập thể. Phần diện tích còn lại trong làng và nhà thờ bị biến thành chuồng trại.
Nhà thờ tại Płonna nằm trên đường chính và dễ dàng tiếp cận. Các nhà thờ hiếu thảo được đặt tại Wysoczany (cách 4.5 km) và Kożuszne (cách 4 km). Nghĩa trang chỉ còn lại một vài bia mộ.

## Lịch sử diệt chủng
Płonna là địa điểm của một "trại đặc biệt" vào năm 1942. Trại được sử dụng để giữ người Do Thái khỏi Sanok, Lesko và Dobromil, nếu họ không bị bắn tại ngôi làng của họ hoặc đưa đến trại lao động ở Zwangsarbeitslager Zaslaw, cách 30 km (19 mi) về phía đông Bukowsko. Rõ ràng ít nhất 13.000 người đã bị giam giữ tại Zaslaw và sau đó được chuyển đến trại hủy diệt Belzec. Người Do Thái cao tuổi bị bắn trong rừng gần Zaslaw, theo tài liệu mang tên "Holocaust: Người Do Thái ở Cracau". 

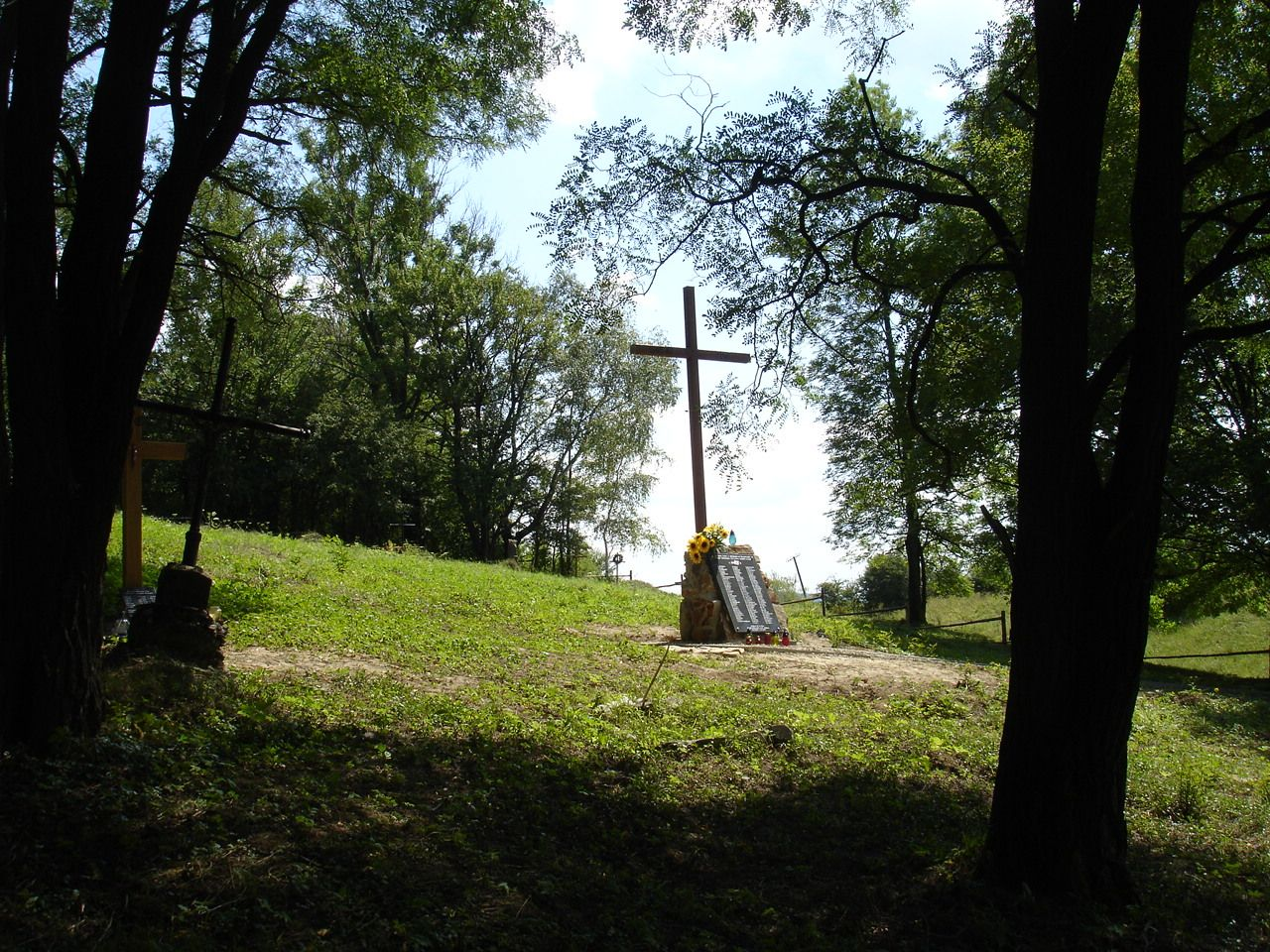
Nghĩa trang của Płonna. Tên họ cho hình ảnh bia mộ.

## Văn chương
- Adam Fastnacht, Nagórzany [in:] Lịch sử Slownik ISBN 83-88385-14-3
- Jerzy Zuba "W Gminie Bukowsko". Roksana, 2004, ISBN 83-7343-150-0. Dịch bởi Deborah Greenlee. Arlington, TX 76016.